# Claes Göran Stenhammar
Claes Göran Stenhammar, född den 26 september 1897 i Stockholm, 
död den 1 november 1968, var en svensk sångare (baryton) och sångpedagog.

## Biografi
Claes Göran Stenhammar var äldste son till kompositören Wilhelm Stenhammar och konstnären Helga Westerberg. Efter studentexamen i Göteborg 1916 och oavslutade studier vid Uppsala universitet fick han sångutbildning i Stockholm 1920–1924, med bland andra Gillis Bratt som lärare. Han framträdde i olika barytonpartier vid tyska operascener 1925–1930 och deltog sedan i turnéer i Sverige. Framför allt gjorde Stenhammar sig känd som oratorie- och romanssångare, med inte minst sin fars produktion på repertoaren. Med sin kraftfulla och välskolade stämma var han från 1930 engagerad i radio som både solist och körsångare. Han tillhörde Björlingkvartetten från dess tillkomst 1934. Stenhammar avlade kantorsexamen och högre musiklärarexamen vid Musikkonservatoriet i Stockholm 1935 och var 1938–1962 kantor i Storkyrkoförsamlingen. Åren 1949–1963 var han lärare i sång vid Musikhögskolan. Han tilldelades professors namn 1960.
Claes Göran Stenhammar var från 1937 gift med sin kusin Ingalill Stenhammar, dotter till hans farbror Ernst Stenhammar och Anna Flygare-Stenhammar.

## Operett

### Roller (ej komplett)
| År   | Roll                | Produktion                                                                           | Regi             | Teater        |
| ---- | ------------------- | ------------------------------------------------------------------------------------ | ---------------- | ------------- |
| 1934 | Leopold Kupelwieser | Jungfruburen Alfred Maria Willner, Heinz Reichert, Franz Schubert och Heinrich Berté | Nils Johannisson | Oscarsteatern |